# Outgrow
Outgrow – czwarty japoński album studyjny koreańskiej wokalistki BoA. Album pochodzi z singli: Do the Motion, make a secret, Dakishimeru i Everlasting. Czternasty utwór to piosenka First snow, która pojawiła się na singlu Merry Christmas from BoA (singel ten był sprzedawany online). Album Outgrow można było zakupić w wersji CD i DVD.

## Lista utworów
CD
1. Silent Screamerz
2. DO THE MOTION
3. Kimi no tonari de / ｷﾐのとなりで / By Your Side
4. OUTGROW ~Ready butterfly~
5. make a secret
6. Everlasting
7. LONG TIME NO SEE
8. cosmic eyes
9. Dakishimeru / 抱きしめる / Holding You
10. Love is just what you can't see
11. Stay My Gold
12. soundscape
13. With U
14. First snow (Bonus)

DVD
1. DO THE MOTION (teledysk)
2. make a secret (teledysk)
3. 抱きしめる (teledysk)
4. Everlasting (teledysk)
5. Making of Music Videos + Bonus klip video